# یاکوب ادوارد پولاک
یاکوب ادوارد پولاک (به آلمانی: Jakob Eduard Polak) (زادهٔ ۱۲ نوامبر ۱۸۱۸ در مورینا، بوهم - درگذشتهٔ ۸ اکتبر ۱۸۹۱ در وین) یک پزشک اتریشی و فرزند یک خانوادهٔ بسیار فقیر یهودی بود. او تحصیلات خود را در رشته‌های پزشکی و مردم‌نگاری در دانشگاه‌های وین و پراگ به پایان رساند و در رشتهٔ پزشکی زنان تخصص گرفت. پولاک به دعوت امیرکبیر برای تدریس در دارالفنون همراه با شش استاد دیگرِ اتریشی در سال ۱۸۵۱، پیش از گشایش دارالفنون به ایران آمد. او با تربیت دانش‌آموزان دارالفنون و تألیف اولین کتب پزشکی مدرن، نقشی کلیدی در معرفی پزشکی نوین به ایران ایفا کرد. از ۱۸۵۵، دکتر پولاک پزشک مخصوص ناصرالدین شاه بود. او پس از ۱۰ سال اقامت در ایران، در ۱۸۶۰ به وطن خود بازگشت. در ۱۸۸۲، پولاک دوباره به ایران آمد و چند ماه به مطالعه و تحقیق در کوهستان الوند پرداخت.
پولاک در آغاز به زبان فرانسه تدریس می‌کرد، ولی ضعف ترجمه او را واداشت تا به آموختن زبان فارسی بپردازد. او پس از شش ماه، درس پزشکی خود را به فارسی ارائه کرد.
پولاک، از پزشکانی است که گزارش کرده با شیوع بیماری وبا «شاه چادر خود را در دره لار واقع در دامنه دماوند» می‌زد تا خود و خانواده‌اش در امان باشند. پولاک همچنین از شیوع بیماری وبا در سال ۱۸۵۳ میلادی در تهران گزارش داده که مردم تهران به خاطر فرار شاه، هراسان شده و دسته‌دسته این شهر را ترک کردند.
در کتابی، به تألیف طرلان رفیعی با عنوان Trost Der Liebenden که در سال ۲۰۲۰ در اتریش و در موزه ایالتی تیرول منتشر شده است، فصلی به ادوارد پولاک، سفرنامه او و دستاوردهایش اختصاص داده شد.

## کتاب‌ها
پولاک کتابی در تشریح نوشته و به کمک میرزامحمدحسین افشار، یکی از شاگردان خود، آن را به فارسی منتشر کرده است و منشأ بسیاری از اصطلاحات و الفاظی است که در تشریح به‌کار می‌روند. یک کتاب دیگر هم در جراحی اختصاصیِ چشم و یک راهنمای طب نظامی برای معالجهٔ شایع‌ترین بیماری‌های نظامیان ایرانی نوشت. کتاب سفرنامهٔ پولاک را کیکاووس جهانداری به فارسی ترجمه کرده و در انتشارات خوارزمی چاپ شده است.